# Петропавлівка (Совєтський район)
Петропавлівка (рос. Петропавловка) — присілок в Совєтському районі Курської області Російської Федерації.
Населення становить 238 осіб. Входить до складу муніципального утворення Александровська сільрада.

## Історія
Населений пункт розташований на території українського етнічного та культурного краю Східна Слобожанщина.
Від 2004 року входить до складу муніципального утворення Александровська сільрада.

## Населення
| 2002 | 2010 |
| ---- | ---- |
| 291  | ↘238 |